# Карстовый колодец
Карстовый колодец (естественный колодец) — карстовая форма рельефа обычно округлой, неправильной, цилиндрической или трещиноватой формы до 10 м в поперечнике, глубиной 20 — 60 м, с вертикальными или почти отвесными стенками, возникающая при выщелачивании горных пород просачивающимися водами. По мнению И. С. Щукина, карстовые колодцы образуются в результате провала свода подземной полости либо представляют собой не функционирующий понор. По сути, карстовый колодец представляет собой узкую и относительно глубокую вертикальную пещеру карстового происхождения. Сходные формы рельефа, имеющих более 10 м в поперечнике и глубиной десятки и сотни метров, называют карстовыми шахтами.
Колодцы являются одним из самых распространённых препятствий в пещерах. В настоящее время их преодолевают, как правило, передвижением по верёвке при помощи специального снаряжения и с использованием специальных навыков. Наиболее распространена в вертикальной спелеологии техника одной верёвки (SRT). Большинство глубоких пещер представляет собой серии десятков колодцев, соединённых ходами различной протяжённости и морфологии. Самый большой из известных сплошных колодцев находится в пещере Вртоглавица (Юлийские Альпы, Словения) и достигает глубины 603 м.